# Marie Bourget
Pour les articles homonymes, voir Bourget.
 (mai 2016).
Si vous disposez d'ouvrages ou d'articles de référence ou si vous connaissez des sites web de qualité traitant du thème abordé ici, merci de compléter l'article en donnant les références utiles à sa vérifiabilité et en les liant à la section « Notes et références ».
 (janvier 2015).
Marie Bourget est une artiste française née le 6 octobre 1952 à Bourgoin-Jallieu (Isère) et morte le 6 octobre 2016 à Saint-Didier-au-Mont-d'Or,. Elle vivait et travaillait  à Lyon.

## Expositions

### Expositions personnelles
1984
- Pour meubler, Cedaac, Auxerre (avec Gloria Friedmann)
- Galerie Verrière, Lyon

1985
- Mon Dieu, le tableau tombe !, Galerie Claire Burrus, Paris
- La fabrication d'un secret, Le coin du miroir, Consortium de Dijon[3]

1986
- Console et Meurtrière, Palais des Prisons, Biennale de Venise (avec Christian Boltanski et Ange Leccia)
- Plinthe, Association pour l'Art contemporain, Nevers (avec Claude Lévêque)
- WMW, Galerie Andata Ritorno, Genève, Suisse

1987
- When a successful monochrome is a blind work of art, Farideh Cadot Gallery, New York, États-Unis
- A fold in the decor, Victoria Miro Gallery, Londres, Royaume-Uni

1988
- Le spectateur, Musée de La Roche-sur-Yon
- Le spectateur, Centre d'art plastique, Saint-Fons
- Le spectateur, Palais des Beaux-Arts de Charleroi, Belgique

1989
- Exposition X, Galerie Ghislaine Hussenot, Paris

1990
- XPositions X (The transformer), Galerie Asher Faure, Los Angeles, États-Unis
- X Positions X, travail d'atelier, ART3, Valence
- Boomerang, Victoria Miro Gallery, Londres

1991
- WO, Galerie Von Witzleben, Karlsruhe, Allemagne
- Exposition Ronde, Galerie Paolo Vitolo, Rome, Italie

1992
- Corps flottants, Galerie Ghislaine Hussenot, Paris

1993
- Salle d'yeux & (Colères), Galerie Gilbert Brownstone, Paris

1994
- 20 Titel, Gesellschaft fur Aktuelle Kunst, Brême, Kunstraum, Munich, Allemagne

1995
- Le balcon, Fondation européenne pour la sculpture, Parc Tournay-Solvay, Bruxelles

2000
- Larmes de robots, Galerie Martine et Thibault de la Châtre, Paris

2001
- Un motif très chargé, Villa Myosotis, École des Beaux-Arts, Dunkerque

2003
- Décoration d'intérieur, Villa Delannay, Bourgoin-Jallieu
- Larmes et robots, Office du tourisme, Bourgoin-Jallieu

2004
- Petits meubles de bouche, Maison abandonnée, villa Caméline, Nice

### Expositions collectives
1980
- Lieu de Relations, Lyon

1982
- Décidément l'affaire s'annonçait difficile, Galerie Verrière, Lyon

1983
- Le Paysage en quatre états, Maison de la Culture, Nevers

1984
- Été 84, Le nouveau Musée de Lyon - Villeurbanne
- Pour vivre heureux, vivons cachés, Association pour l'art contemporain, Nevers

1985
- Dispositif Sculpture, Dispositif Fiction, A.R.C., Musée d'Art moderne de la Ville de Paris
- Six heures avant l'été, 35 avenue du Président-Wilson, Paris

1986
- Angles of Vision: French art Today, Guggenheim Museum, New York
- A Distanced View, The New Museum of Contemporary Art, New York

1987
- Cadres en l'air, Centre d'Histoire de l'Art contemporain, Rennes
- Unpainted Landscapes, Victoria Miro Gallery, Londres
- Vitrine des pécheurs, ARTEL, Strasbourg

1988
- Vive les FRAC, Nouveau Musée, Lyon - Villeurbanne
- Galerie Micheline Szwajcer, Anvers, Belgique
- Clareté, Aalborg, Danemark
- Biennale de Sydney, Art Gallery of New South Wales, Sydney, Australie

1989
- Une autre affaire, Le Consortium, Dijon
- Effet de Miroir, Galerie de l'Espace Jules Verne, Brétigny-sur-Orge
- 23 images de l'art français, Maison centrale de l'artiste, Moscou, Russie
- Atface value..., Kettle's Yard Gallery, Cambridge, Royaume-Uni
- Third Eye Centre, Glasgow
- Musée de Bastia, Corse
- Histoire de musée, A.R.C. Musée d'art moderne de la Ville de Paris
- Liberté et égalité, Kunstmuseum, Essen, Allemagne
- Kunstmuseum, Winterthour, Allemagne

1990
- Art en France Aujourd'hui, Musée national de Varsovie, Musée national de Cracovie, Pologne
- Auflagen, XPO Galerie, Hambourg, Allemagne
- No, not that one, it's not a chair, Galerie 1900-2000, Paris
- Un art de la distinction, Abbaye Saint-André, Centre d'Art Contemporain, Meymac
- French Kiss: a Talk Show, Halle Sud, Genève, Suisse
- Group Show, Los Angeles

1991
- Le Consortium collectionne, Château d'Oiron
- L'insoutenable légèreté de l'art, Musée municipal de La Roche-sur-Yon,
- Musée Sainte-Croix, Poitiers
- Point de vue, Galerie des Archives, Paris
- Valses nobles et sentimentales, Musée de la Ville de Strasbourg,
- Victoria Miro Gallery, Londres

1992
- Das Offene Bild, Westhalisches Landesmuseum, Münster
- Lieux d'histoire, 10 artistes, 10 élèves, Musée de l'Hospice Comtesse, Lille
- Galerie La Maison, Douai
- Art, Photo, Image, La Villette - Cité des sciences et de l'industrie

1994
- Snark, Cabinet de Dessein, Galerie Pierre Nouvion & Le 27e stratagème, Monaco
- En regard, Musée des Beaux-Arts, Lons-le-Saunier
- Comme dans une image, Gilbert Brownstone & Cie, Paris
- Ma galerie, Paris

1995
- Ensayo général, Muséo de Arté Carillo Gill, Mexico

1996
- L'art qui ne rate personne, Musée des Beaux-Arts, Besançon

1997
- Images, objets scènes, quelques aspects de l'art français depuis 78, Le Magasin, Centre national d'art contemporain, Grenoble

1998
- La nuit, L 'oubli, en souvenir de Gilles Dusein, MAMCO, Genève, Suisse

1999
- Photos, Galerie Martine et Thibault de la Châtre, Paris

2000
- Rayon du sourire et de la volupté, vingt artistes, vingt fondeurs, Hôtel de Soubise, Assemblée nationale, Galerie 101, Paris

2005
- Vinyl : Cork European City of Culture, Christian Brothers School Cork, juillet-août

### Presse
- Steinlechner Carini, Der Flug des bumerang, Arbeiten von Marie Bourget, Munchen Kunstraum, 14 juin 1994.
- Westkott Hanne, Marie Bourget, Kritik, mars 1994.
- Muller Silke, Zwanzig arbeiten von Marie Bourget, Nene Bilden Kunst, février 1994.
- Hahn Clarisse, Marie Bourget, art press, no 188, février 1994.
- Danto Ginger, Marie Bourget, Art News, avril 1992.
- Cuvelier Pascaline, Les descriptifs équivoques de Marie Bourget, Libération, 1er février 1992.
- Ardenne Paul, Corps flottants, art press, no 167, mars 1992.
- Piguet Philippe, Valses nobles et sentimentales, Galerie Magazine, février-mars 1991.
- Kandel Susan, Marie Bourget, Arts Magazine, New York, janvier 1990.
- Chattopadhyay Colette, Conceplual Witticism, Art week, Los Angeles, 8 novembre 1990.
- Vezin Luc, Portrait, Beaux Arts magazine, no 69, juin 1989.
- Thomas Mona, Suggestives, L'Ane no 38, Paris, avril juin 1989.
- Prodhon Françoise-Claire, Marie Bourget, Flash Art, Milan, octobre 1989.
- Couderc Sylvie, Marie Bourget - Un homme parle et le reste, se tait, Arte Factum, Anvers, nov. décembre 1989.
- Laurent Busine, Interview par Jean-Michel Botquin, Art et Culture, Bruxelles, octobre 1988.
- Brayer Marie-Ange, Le Dessin du Silence, Art et Culture, Bruxelles, novembre 1988.
- Baron Jeanine, Les questions de Marie Bourget, La Croix, Paris, 22 juillet 1988.
- Michel Nuridsany Michel, Marie Bourget - Victoria Miro Gallery, art press, Paris, novembre 1987.
- Brenson Michacl, Marie Bourget, The New York Times, New York, 27 novembre 1987.
- Woimant Françoise, Le Rêve des Châteaux de sable de Marie Bourget, Nouvelles de l'estampe, no 85, Paris, mars 1986.
- Troncy Eric, Marie Bourget, Claude Léveque, Kanal, Paris, septembre 1986.
- Russell John, A New ~Vave of French Artists at the Guggenheim, The New York Times, New York, 12 octobre 1986.
- Nuridsany Michel, Français - Allemands: confrontation ou connivence ?, Le Figaro, Paris, 14 janvier 1986.
- Lugon Olivier, Le paysage comme vue de l'esprit, Le Courrier de Genève, Genève, 10 mai 1986.
- Lessuor Knarf, Marie Bourget, Plus no 2, Dijon, janvier 1986.
- De Maet Jacques, Entretien, Plus-moins-zéro, no 42, Bruxelles, octobre 1986.
- Cabanne Pierre, Venise dans ses grandes lignes, Le Matin, Paris, 3 juillet 1986.
- Brenson Michacl, A Distanced view, The New York Times, New York, 3 octobre 1986.
- Soutif Daniel, Marie Bourget, embarquement immédiat, Libération, 3 juillet 1985.
- Semin Daniel, Un certain Art Français: quand les formes deviennent attitudes, art press, no 104, Paris, juin 1985.
- Nuridsany Michel, Dans la lumière de Marie Bourget, Le Figaro, Paris, mars 1985.
- Besson Christian, Marie Bourget, art press, no 95, Paris, septembre 1985.
- Coulange Alain, Objets de l'Art et Objet d'Art: Michel Verjux, Marie Bourget, Bertrand Lavier, art press, no 90, Paris, 1985.
- Nuridsany Michel, BlaeLer, Bourget, Friedmann, Lindow, art press, no 79, Paris, mars 1984.

### Catalogues / Livres
- Catalogue Troncy Eric, Compilation, une expérience de l'exposition, Consortium Ed., p. 334-335, 1999
- Aupetitallot Yves, Images, objets scènes, quelques aspects de l'art français depuis 78, Le Magasin, Centre national d'art contemporain, Grenoble, 1997
- Schmidt Eva, 20 Titel, Gesellschaft fur Aktuelle Kunst, Bremen, Kunstraum, Munich, Allemagne, 1994
- Schmidt Eva, Das Offene Bild, Westhalisches Landesmuseum, Munster, p. 239, 1992
- Mania Patrizia, Exposition Ronde, Galerie Paolo Vitolo, Rome, Italie, 1992
- Brolly Jean, Valses nobles et sentimentales, Musée de la Ville de Strasbourg, 1991
- Dary Anne, Temps de pose, Collection des œuvres photographiques, Musée de la Roche-sur-Yon, 1990
- Douroux Xavier, Proposition osée pour une lecture particulière de l'œuvre de Marie Bourget, Un art de la distinction, Abbaye Saint-André, Centre d'art contemporain, Meymac, 1990
- No, not that one, it's not a chair, Galerie 1900-2000, Paris, 1990
- Nuridsany Michel, Effets de Miroir, Ed. IAPIF, Ivry-sur-Seine, 1989
- Parent Béatrice, Histoire de musée, A.R.C. Musée d'art moderne de la Ville de Paris, 1989
- Magnin André, At face value..., Kettle's Yard Gallery, Cambridge, GB, Third Eye Centre, Glasgow, GB, Musée de Bastia, Corse, 1989
- Douroux Xavier, Liberté et égalité, Kunstmusenm, Essen, Allemagne, Kunstmuseum, Winterthur, Allemagne, p. 69-72, 1989
- Laurent Busine, Maubant Jean-Louis, Le Spectateur, Palais des Beaux-Arts, Charleroi, 1987
- Dary Anne, Le spectateur, Musée de la Roche sur Yon, Centre d'art plastique, Saint-Fons, 1987
- Train Marie-Christine, Cadres en l'air, Centre d'Histoire de l'Art contemporain, Rennes, 1987
- Gumpert Lynn, A Distanced View, The New Museum of Contemporary Art, New York, 1986
- Pagé Suzanne, Console et meurtrière, 2e biennale de Venise, Palazzo delle Prigioni, édité par l'Association française, 1986
- Gintz Claude, Marie Bourget: Dispositif Sculpture, Dispositif Fiction, A.R.C., Musée d'Art Moderne de la Ville de Paris, 1985
- Colliard Eric, Marie Bourget, Succès du Bédac no 13, Dijon, 1985
- Nuridsany Michel, Marie Bourget, Cedaac, Auxerre, 1984
- Soutif Daniel, Été 84, Le nouveau Musée de Lyon - Villeurbanne, 1984